# Feuerwehr Chemnitz

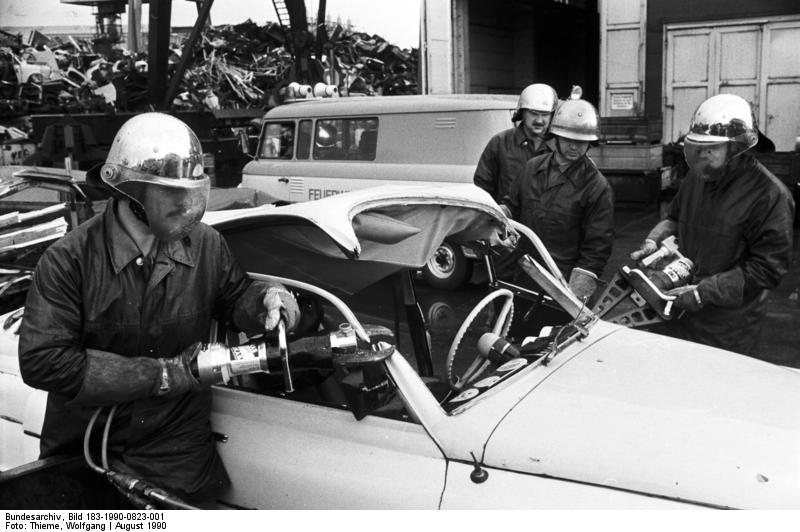
Feuerwehr Chemnitz im August 1990

Die Feuerwehr Chemnitz ist ein Amt der Stadt Chemnitz (Amt 37) und wird von der Berufsfeuerwehr, den in 15 Stadtteilfeuerwehren gegliederten Freiwilligen Feuerwehren, dem Rettungsdienst und dem Zivil- und Katastrophenschutz der sächsischen Stadt Chemnitz gebildet. Der Rettungsdienst wird zusammen mit dem Deutschen Roten Kreuz und dem Arbeiter-Samariter-Bund geleistet. Träger des Rettungsdienstes ist der Rettungszweckverband Chemnitz/Erzgebirge.
Die Chemnitzer Feuerwehr unterhält 3 Feuerwachen und 15 Feuerwehrhäuser der Stadtteilfeuerwehren. Jede Stadtteilfeuerwehr unterhält eine eigene Jugendfeuerwehr. Die Jugendfeuerwehren sind gemeinsam in der Stadtjugendfeuerwehr organisiert.

## Geschichte
Seit dem 10. Oktober 1866 besteht die Berufsfeuerwehr Chemnitz. Am 1. Juni 1870 bezog sie die ehemalige Militärwache am Neumarkt, nachdem die Hauptwache vorher in der Lateinschule am Jakobikirchhof untergebracht gewesen war. Als Anfang des 20. Jahrhunderts Chemnitz zur Großstadt wurde, genügte die alte Wache den neuen Anforderungen nicht mehr. So wurde im Jahr 1905 die neue Feuerwache in der Schadestraße errichtet. Die alte musste dem Neubau des Rathauses weichen. 
Im Februar 1914 wurde der erste Automobillöschzug und 1916 die erste benzinautomobile Drehleiter der Welt in Dienst gestellt. Dabei handelt es sich um das erste benzinangetriebene Fahrzeug mit Drehleiter. Nach dem Ersten Weltkrieg erfolgte eine Dezentralisierung der Feuerwehr durch die Errichtung der Feuerwache II in Hilbersdorf und der Wache III in Altchemnitz um das Jahr 1924. Im Jahr 1926 kam es zur Bildung des städtischen Feuerlöschamtes, zu dem 163 Mann, 8 Kraftfahrzeuge und ein Gasspürhund gehörten.
Heutzutage befindet sich in der Schadestraße weiterhin die Feuerwache, die seit 1990 wieder der Stadt unterstellt ist. Einmal im Jahr findet ein Tag der offenen Tür statt und im Jahr 2004 wurde das Jubiläum „150 Jahre Feuerlöschwesen in Chemnitz“ gefeiert. Seit kurzem steht der Chemnitzer Feuerwehr ein neues Rettungszentrum in der Schadestraße 11 zur Verfügung.

## Feuerwachen und Feuerwehrhäuser

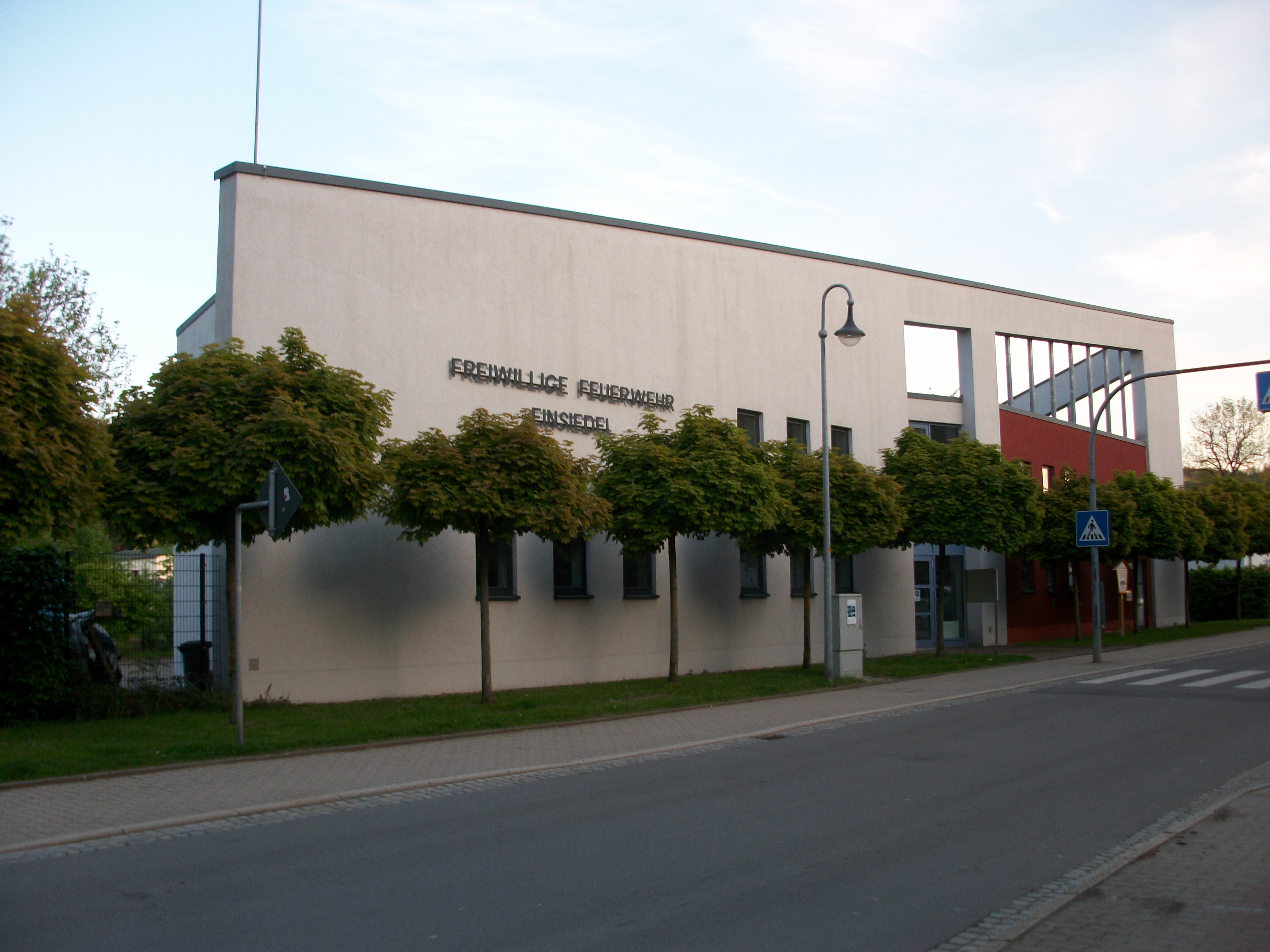
Feuerwehrhaus der FF Einsiedel

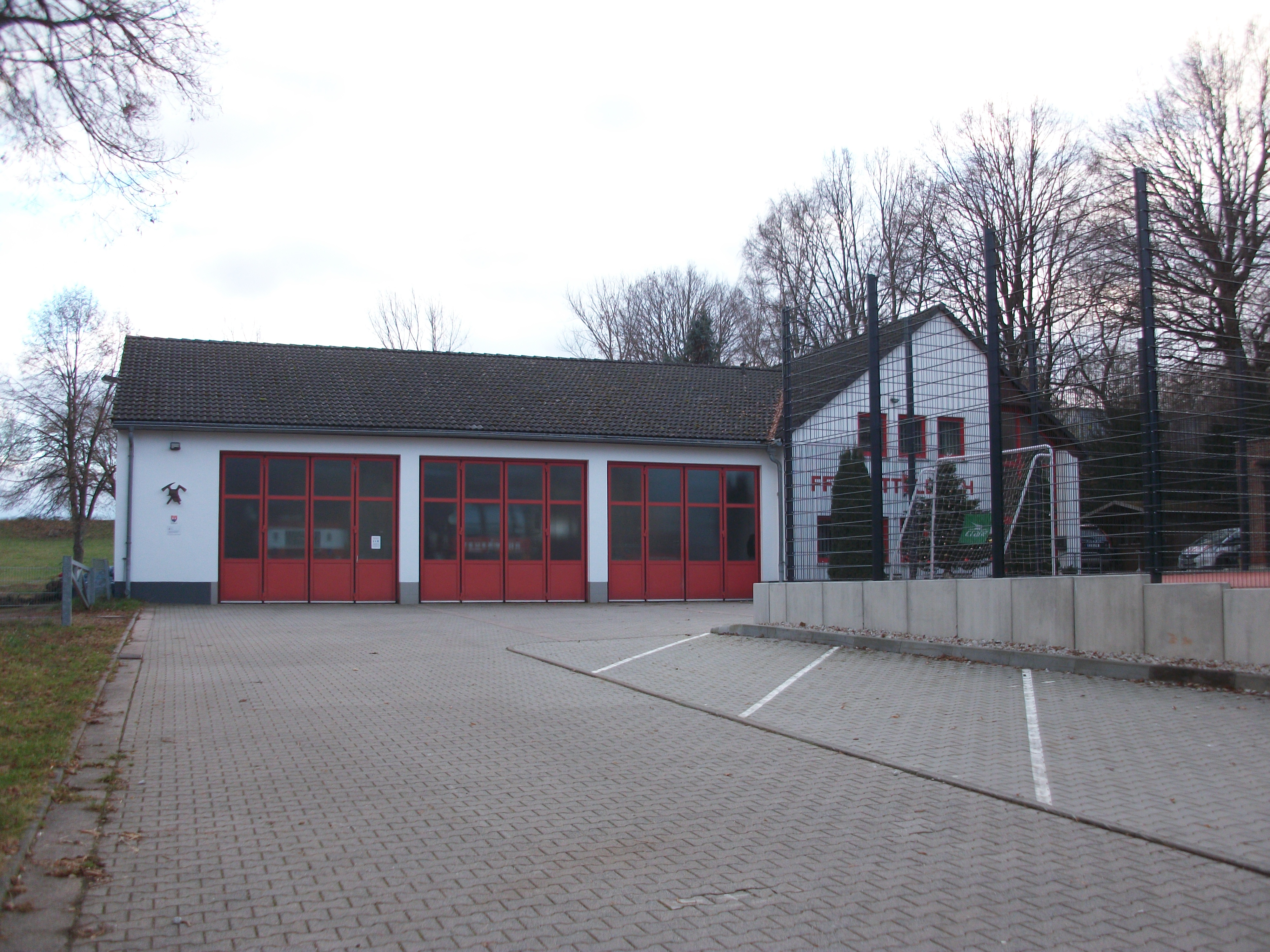
Feuerwehrhaus der FF Mittelbach

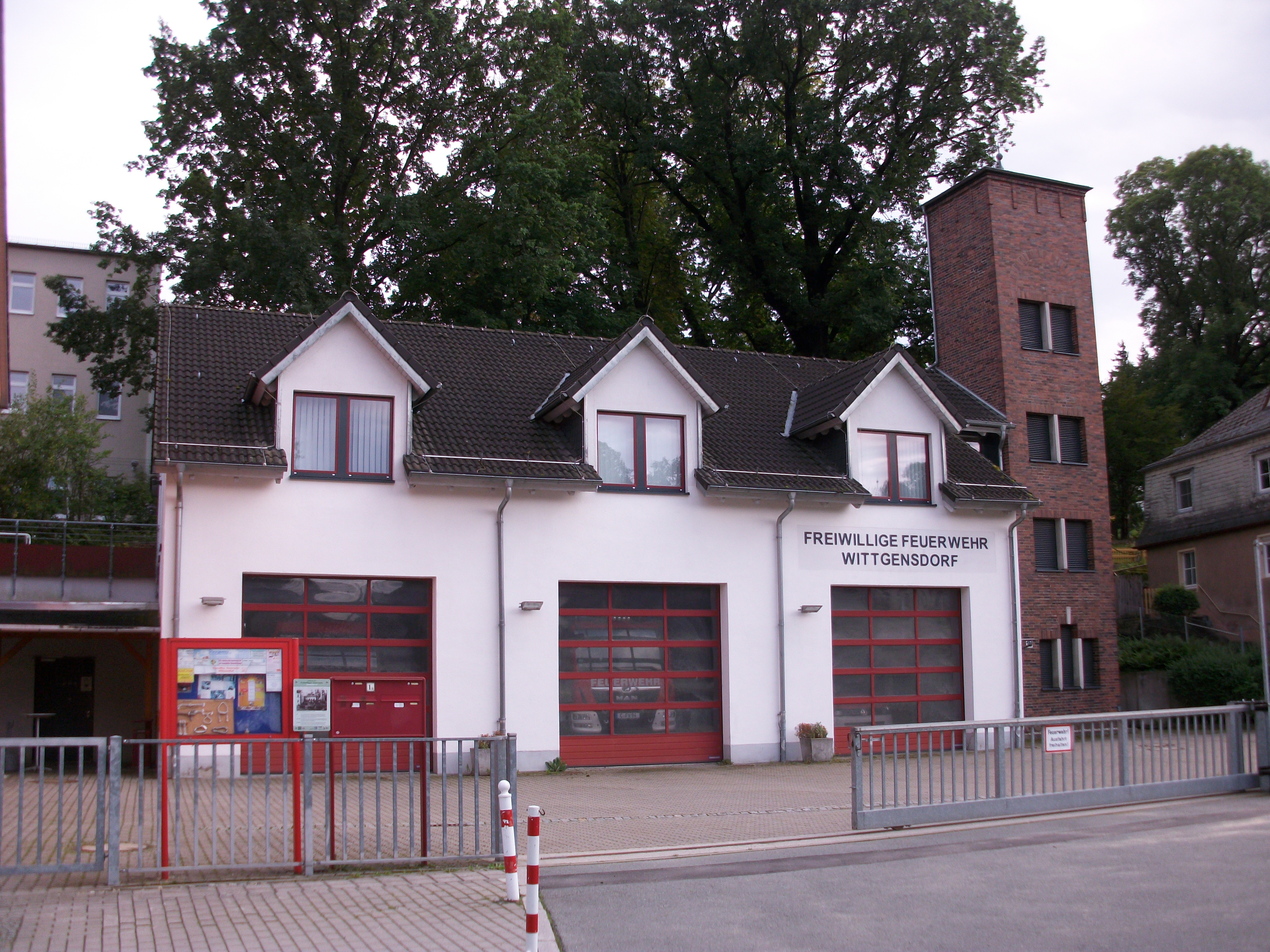
Feuerwehrhaus der FF Wittgensdorf

Die Feuerwehr Chemnitz unterhält folgende Feuerwachen und Feuerwehrhäuser:
| Wache                                           | Standort                                | Fahrzeuge | Website |
| ----------------------------------------------- | --------------------------------------- | --- | ------- |
| Feuerwache 1 Zentrum                            | Schadestr. 11, 09112 Chemnitz           | 2 ELW, MTF, HLF 20/16, DLK 23/12, TLF 4000, RW 2, GW-HRD, RTW (Schwerlasttrage), GW-L |         |
| Feuer- und Rettungswache 2 Hilbersdorf          | Wilhelm-Weber-Str. 15, 09131 Chemnitz   | ELW, HLF, DLK 23-12, TLF 16/28, 2 RTW, MZF, WLF, Abrollbehälter (Gefahrgut, Dekontamination, Kommunikation, Löschwasser)                                                                 |         |
| Feuerwache 3 Siegmar                            | Jagdschänkenstr. 53, 09117 Chemnitz     | KdoW, HLF 20/16, DLK 23-12 GL-T, HRB 42, TLF 3000, GW-L, MZFs, 2 WLFs, Abrollbehälter (Atem- und Strahlenschutz, Löschwasser, Öl, Rettungsmittel, Rüst, Schlauch 2000, Universal, Mulde) |         |
| Rettungswache Glösa                             | Bornaer Str. 205, 09114 Chemnitz        | RTW |         |
| Freiwillige Feuerwehr Adelsberg                 | Adelsbergstr. 212, 09127 Chemnitz       | KdoW, HLF 10, MTF |         |
| Freiwillige Feuerwehr Altchemnitz               | Uhlestr. 16, 09120 Chemnitz             | LF 8/6, MTF, KTW Typ B (MTF) |         |
| Freiwillige Feuerwehr Einsiedel                 | Einsiedler Hauptstr. 95, 09123 Chemnitz | HLF 10, MTF, KTW Typ B (MTF), Anhänger Feldküche |         |
| Freiwillige Feuerwehr Erfenschlag               | Dr.Karl-Wolff-Str. 1, 09125 Chemnitz    | LF 8/6, Dekon-P (gehört zum LF 16-TS der FF Stelzendorf), MTF |         |
| Freiwillige Feuerwehr Euba                      | Am Lehngut 7, 09128 Chemnitz            | LF 8/6, TLF 16, MTF |         |
| Freiwillige Feuerwehr Glösa                     | Bornaer Str. 205, 09114 Chemnitz        | LF 8/6, MTF |         |
| Freiwillige Feuerwehr Grüna                     | Wehrgasse 1, 09224 Chemnitz             | LF 8/6, MTF, WLF, AB-Rüst |         |
| Freiwillige Feuerwehr Klaffenbach               | Rödelwaldstr. 3, 09123 Chemnitz         | LF 8/6, MTF |         |
| Freiwillige Feuerwehr Kleinolbersdorf-Altenhain | Johannes-Ebert-Str. 1, 09128 Chemnitz   | HLF 10, MTF, KTW Typ B (MTF) |         |
| Freiwillige Feuerwehr Mittelbach                | Hofer Str. 35a, 09224 Chemnitz          | LF 8/6, LF 16/12 mit Rüstsatz, MTF |         |
| Freiwillige Feuerwehr Rabenstein                | Louis-Schreiter-Str. 9, 09117 Chemnitz  | LF 8/6, MTF |         |
| Freiwillige Feuerwehr Röhrsdorf                 | Limbacher Str. 25a, 09247 Chemnitz      | HLF 10, VRW, TLF 24/50, MTF |         |
| Freiwillige Feuerwehr Siegmar                   | Kaufmannstr. 9, 09117 Chemnitz          | HLF 10, MTF |         |
| Freiwillige Feuerwehr Stelzendorf               | Neukirchner Str. 6a, 09116 Chemnitz     | HLF 10, LF 16-TS (gehört zum Dekon-P der FF Erfenschlag), MTF |         |
| Freiwillige Feuerwehr Wittgensdorf              | Rathausplatz 1b, 09228 Chemnitz         | HLF 10, MTF |         |
| Feuerwehrtechnisches Zentrum                    | Carl-von-Bach-Straße 10 09116 Chemnitz  | Fahrzeuge der 25. MTF-C und der DRK-Wasserwacht Chemnitz |         |